# Institut polonais

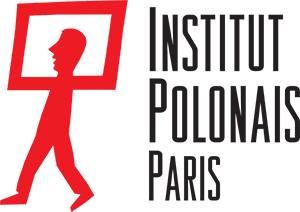
Institut Polonais Paris

Les Instituts polonais sont des organismes qui relèvent de la tutelle du ministère polonais chargé des affaires étrangères. Leur objectif est de promouvoir la République de Pologne (culture, science, art) et de participer à la mise en œuvre de la coopération culturelle, scientifique et technique de la Pologne. Ils fonctionnent d'une manière générale sur la vase d'accords bilatéraux. Dans certains cas, ils remplissent les fonctions de service culturel et scientifique d'une ambassade de Pologne.
Ils travaillent en réseau avec l’Institut polonais du film (pl), l’Institut du livre (pl), l’Institut du théâtre (pl), l’Institut national Frédéric Chopin (pl) et enfin l’Institut Adam Mickiewicz, destiné à promouvoir la coopération culturelle internationale.
Chaque institut est sous l'autorité d'un directeur nommé par le ministère (qui peut être simultanément conseiller culturel de l'ambassade). Il s'appuie le cas échéant sur des collaborateurs expatriés, des spécialistes polonais ou du pays d'implantation ainsi que des collaborateurs administratifs et techniques (généralement au total 5 à 8 personnes)
| implantation      | nom en polonais                            | nom local                                                |
| ----------------- | ------------------------------------------ | -------------------------------------------------------- |
| Berlin            | Instytut Polski w Berlinie                 | Polnisches Institut in Berlin                            |
| Bratislava        | Instytut Polski w Bratysławie              | Poľský Inštitút Bratislava                               |
| Bruxelles         | Instytut Polski w Brukseli                 | Service culturel de l'Ambassade de Pologne               |
| Budapest          | Instytut Polski w Budapeszcie              | Lengyel Intézet Budapest                                 |
| Bucarest          | Instytut Polski w Bukareszcie              | Institutul Polonez din Bucureşti                         |
| Düsseldorf        | Instytut Polski w Düsseldorfie             | Polnisches Institut Düsseldorf                           |
| Kiev              | Instytut Polski w Kijowie                  | Польський Інститут у Києвι                               |
| Leipzig           | Instytut Polski w Berlinie, filia w Lipsku | Polnisches Institut Berlin / Filiale Leipzig             |
| Londres           | Instytut Kultury Polskiej w Londynie       | Polish Cultural Institute in London                      |
| Madrid            | Instytut Polski w Madrycie                 | Instituto Polaco de Cultura en Madrid                    |
| Minsk             | Instytut Polski w Mińsku                   | Польскі Інстытут ў Мінску                                |
| Montréal          | Polski Instytut Naukowy w Kanadzie         | Institut polonais des arts et des sciences au Canada     |
| Moscou            | Instytut Polski w Moskwie                  | Польский культурный центр в Москве                       |
| New Delhi         | Instytut Polski w New Delhi                | Polish Cultural Institute in New Delhi                   |
| New York          | Instytut Kultury Polskiej w Nowym Jorku    | Polish Cultural Institute in New York                    |
| New York          | Polski Instytut Naukowy w Ameryce          | Polish Institute of Arts and Sciences of America (PIASA) |
| Paris             | Instytut Polski w Paryżu                   | Institut Polonais Paris                                  |
| Prague            | Instytut Polski w Pradze (pl)              | Polský institut v Praze                                  |
| Rome              | Instytut Polski w Rzymie                   | Istituto Polacco di Roma                                 |
| Saint-Pétersbourg | Instytut Polski w Sankt Petersburgu        | Польский институт в Санкт-Петербурге                     |
| Sofia             | Instytut Polski w Sofii                    | Полски институт в София                                  |
| Stockholm         | Instytut Polski w Sztokholmie (sv)         | Polska institutet i Stockholm                            |
| Tel Aviv          | Instytut Polski w Tel Awiwie (pl)          | המכון הפולני תל אביב                                     |
| Tokyo             | Instytut Polski w Tokio (pl)               | ポーランド広報文化センター                               |
| Vienne            | Instytut Polski w Wiedniu                  | Polnisches Institut Wien                                 |
| Vilnius           | Instytut Polski w Wilnie                   | Lenkijos institutas Vilniuje                             |